# Sfnt
Sfnt (spline font) — формат шрифтовых файлов, используемый для PostScript-, TrueType- и OpenType-шрифтов. Sfnt был разработан для программы QuickDraw от Apple.

Многие распространенные форматы шрифтов основаны на табличном формате SFNT, например: TrueType, OpenType и Open Font Format, Web Open Font Format (WOFF), SIL Graphite и многие другие.
SFNT является гибким и расширяемым шрифтом, который дает возможность при необходимости вводить дополнительные структуры таблиц, которые не влияют на механизм рендеринга шрифта и реализации макета текста.